# Stasin-Kolonia
Stasin-Kolonia - część wsi Stasin, w województwie lubelskim, powiecie lubelskim, gminie Wojciechów.
W latach 1975–1998 miejscowość należała administracyjnie do województwa lubelskiego.